# Montserrat Avilés i Vila
Montserrat Avilés y Vila (Barcelona 1936-2017) fue una abogada laboralista catalana referente en la defensa de los derechos de las trabajadoras y trabajadores durante el franquismo.

## Biografía
Nació en Barcelona en 1936 en una familia liberal y catalana. Realizó los estudios primarios y secundarios en las monjas Concepcionistas. Se graduó en Derecho por la Universidad de Barcelona. Se colegió en 1959 en el Colegio de la Abogacía de Barcelona (ICAB). 
Comenzó su carrera profesional en el despacho de su padre, Gabriel Avilés.Junto con su pareja Albert Fina y Sanglas, abrieron despacho conjunto en Barcelona y en Mataró. Con el transcurso de los años, el despacho cambió de ubicaciones y tuvo delegaciones en Villanueva y Geltrú, Tarrasa, Cornellá de Llobregat, etc.

### Activismo político durante el franquismo
Se afilió al FLP, precedente del Frente Obrero de Cataluña, participó en actividades como la campaña de boicot en La Vanguardia por el asunto Galinsoga, en la campaña contra la tortura y malos tratos de la policía.
Entró a formar parte de la Junta de Gobierno en 1962, con la candidatura de Frederic Roda i Ventura (1963-67), y bajo su mandato la Corporación veló especialmente por los problemas de los ciudadanos, represaliados, los detenidos, los presos políticos o los condenados a muerte. Avilès fue la primera mujer en la Junta, estuvo 6 años, y consiguió que el Colegio interviniera de forma directa en los graves acontecimientos, cada vez más numerosos, provocados por la represión franquista.
En 1968 ingresó en el Partido Socialista Unificado de Cataluña (PSUC).Su militancia política se realizó dentro del campo del derecho laboral y en defensa de la clase obrera.En 1964 se crearon las Comisiones Obreras centrándose en reivindicaciones muy concretas (incremento de salarios, falta de medidas de seguridad, horas extras, jornadas, etc.) en la empresa, pero que después pasan a permanentes y llevan reclamar el derecho de huelga, de asociación, de asociación, de reunión. Aunque el despacho de Avilés y Fina no era el despacho de Comisiones Obreras, en la práctica llevaban los asuntos más importantes de las grandes empresas en las que intervenía este sindicato.
El despacho Montserrat y Albert Fina, no era el despacho de Comisiones Obreras, pero en la práctica llevaban los asuntos más importantes de las grandes empresas en las que intervenían las Comisiones. En consecuencia, tuvieron que ampliar su plantilla, convirtiéndose en un despacho interdisciplinario con economistas, sindicalistas y especialistas de todo tipo. Los más importantes problemas laborales y sindicales de aquellos años de huelgas, seguidas de despidos masivos fueron planteados desde su despacho. Entre 1965 y 1975, con su participación como abogados en los conflictos colectivos de grandes empresas:  La Maquinista Terrestre y Marítima, Harry Walker, la SEAT. La huelga de SEAT de 1971, acompañada de una movilización obrera en toda la cuenca metalúrgica del Baix Llobregat, consagraron a Fina y Avilés como los mediadores laborales del sindicato Comisiones Obreras.
Durante estos años el despacho quedó en el punto de mira de la policía franquista, así el 15 de febrero de 1971 su despacho fue objeto de un asalto   por parte de una guerrilla de la Brigada Político-Social con destrucción y quema de documentos. Avilés y Fina aparecieron en el listado de los 462 catalanes más vigilados por la policía franquista.En agosto de 1972 fueron detenidos y acusados de propaganda clandestina por distribuir una circular informativa entre los clientes del despacho. En febrero de 1974 se les condenó a 4 meses por impresión clandestina, condena que se recorrió y de la que fueron absueltos. En 1973 fue una de las 113 personas detenidas en la reunión que la plataforma antifranquista de la Asamblea de Cataluña celebró en la iglesia de Santa Maria Mitjancera, en la calle de Entença. Por su oposición al régimen franquista pasó tres meses en la Cárcel Modelo.

### Transición y democracia
En 1976, ya en plena transición democrática, discreparon sobre el camino que debía tener CCOO y el PSUC, lo que les llevó a dejar de militar en este partido. Este hecho no varió su trabajo del despacho con CCOO y en defensa de los trabajadores.
A partir de 1977 coincidiendo con la salida a la luz de partidos y sindicatos, Fina y Avilés mantuvieron su bufete independiente y no quisieron convertirse en asesores jurídicos de Comisiones Obreras. Desde entonces su actividad profesional disminuyó cuantitativamente, puesto que son los sindicatos quienes se encargan de resolver los conflictos laborales.
Tras el fallecimiento de Fina en 1997,el despacho Albert Fina & Montserrat Avilés Associats continuó como despacho laboralista, dirigido por Montserrat hasta 2013, cuando dio por finalizada su labor.El 6 de mayo de 2013 Avilés firmó un convenio con la Fundación Cipriano Carcía de cesión de los archivos-fondos del despacho para que fueran gestionados por el Archivo Histórico de la Fundación Cipriano García.El fondo cuenta con más de 1.700 archivadores, con cerca de 30.000 expedientes, de temática laboral (defensa ante las antiguas magistraturas de trabajo y los juzgados laborales) hasta el importante testimonio de los expedientes de defensa ante el Tribunal de Orden Público (1963-1977).

## Premios y reconocimientos
- 2004 El Gobierno de la Generalitat le otorgó la Medalla President Macià de mérito al trabajo.[11]
- 2013 Acto de reconocimiento del Archivo Histórico de la Fundación Cipriano García dedicado a la memoria histórica, con título “Derecho y derechos. Los despachos laboralistas: un compromiso con la clase trabajadora”.[10]
- 2017 El ICAB rinde homenaje a Montserrat Avilés, reconocida abogada laboralista y primera mujer en formar parte de una junta de Gobierno de esta Corporación.[3]

## Vida personal
Se casó en 1960 con su pareja y compañero de despacho Albert Fina y Sanglas. Tuvieron una hija, Anna Maria.